# Oreophrynella vasquezi
Espèce
Statut de conservation UICN

 VU D2 : Vulnérable
Oreophrynella vasquezi est une espèce d'amphibiens de la famille des Bufonidae.

## Répartition
Cette espèce est endémique de l'État de Bolívar au Venezuela. Elle se rencontre entre 2 450 et 2 650 m d'altitude sur le tepuy Ilú et sur le tepuy Tramen. 
Sa présence est incertaine au Guyana.

## Étymologie
Cette espèce est nommée en l'honneur d'Enrique Vasquez.

## Publication originale
- Señaris, Ayarzagüena & Gorzula, 1994 : Los sapos de la familia Bufonidae (Amphibia: Anura) de las tierras altas de la Guayana venezolana: descripción de un nuevo género y tres especies. Publicaciones de la Asociacion Amigos de Doñana, vol. 3, p. 1-37.